# 2001 PK47
2001 PK47 est un objet transneptunien faisant partie des cubewanos.

## Caractéristiques
2001 PK47 mesure environ 162 kilomètres de diamètre.